# دوینا ایگنات
دوینا ایگنات (رومانیایی: Doina Ignat) ورزشکار زن رشتهٔ روئینگ اهل رومانی است. وی در بین سال‌های ‎۱۹۹۲ تا ۲۰۰۸ میلادی در مسابقات بازی‌های المپیک تابستانی در مجموع ۶ مدال، شامل ۴ مدال طلا و ۱ نقره و ۱ برنز را کسب کرد.